# Star Fox Zero
Star Fox Zero ist ein Videospiel aus dem Shoot-’em-up-Genre und Teil der Star-Fox-Reihe. Es wurde von dem japanischen Videospielentwickler Nintendo für die Wii U entwickelt und veröffentlicht.
Star Fox Zero war sowohl einzeln als auch im Bundle mit Star Fox Guard erhältlich. Es unterstützt Nintendos Amiibo-Figuren.

## Spielprinzip
Das Gameplay ähnelt dem der anderen Star-Fox-Spiele.
In Star Fox Zero steuert man ein Fahrzeug durch dreidimensionale Level und muss verschiedene Missionen bewältigen. Es stehen verschiedene Fahrzeuge zur Verfügung:
- Arwing: Der Arwing ist das Standard-Raumschiff, welches vom Star-Fox-Team verwendet wird.
- Walker: Mit dem Walker kann man sich gehend auf dem Boden fortbewegen. Der Arwing kann sich in einen Walker transformieren, indem er seine Flügel als Beine benutzt.
- Landmaster: Ein Panzerähnliches Fortbewegungsmittel, welches kurzzeitig fliegen kann.
- Gyrowing: Ein langsam fliegendes bewegliches Raumschiff.[1]

## Entwicklung
Die Entwicklung von Star Fox Zero begann, nach Versuchen eine Wii-Testversion auf zwei Bildschirmen darstellen zu lassen. Auf dem Fernsehbildschirm sollte das Raumschiff gesteuert werden und auf dem Wii U GamePad die Cockpit-Ansicht zu sehen sein.
Während des Digital Events auf der E3 2014 stellte Nintendo Star Fox Zero vor und zeigte erste Spielszenen. Erscheinen sollte das Spiel 2015.
Während der E3 2015 gab Nintendo bekannt, dass das Spiel von Platinum Games co-entwickelt wurde. Als Erscheinungsjahr wurde weiterhin 2015 genannt. Am 2. Oktober 2015 gab Co-Director Yusuke Hashimoto von Platinum Games bekannt, dass das Spiel auf 2016 verschoben wurde. Ebenfalls gab er bekannt, dass es mit einer Bildrate von 60 FPS auf Fernseher und Gamepad laufen solle.
Während einer Nintendo Direct am 12. November 2015 gab Nintendo den 22. April 2016 als finales Erscheinungsdatum bekannt. Die vorher wegen Polygon-Armut stark kritisierte Grafik wurde bis zur Direct stark verbessert.

## Rezeption

### Kritiken
Star Fox Zero erhielt hauptsächlich durchschnittliche Wertungen.
So erreichte es auf Metacritic 69 von 100 möglichen Punkten. Auf Gamerankings.com erhielt die Standard Edition 68,78 % und das Double Pack, welches zusätzlich Star Fox Guard enthält, 82 %.
Kritisiert wurde an Star Fox Zero vor allem die Steuerung, etwa die Aufteilung in Cockpitansicht des GamePads und die Ansicht des Fernsehers, die ständiges Hin- und Hersehen erfordert. Außerdem wird die Kombination aus der Steuerung des Fortbewegungsmittels per Sticks und Steuerung des Fadenkreuzes per Bewegungssteuerung kritisiert.

„Denn so ausgefallen das auf zwei Bildschirme verteilte Steuerungskonzept auch ist, so unintuitiv ist es auch. Trotz eines Tutorials dauert es lange, bis man sich an die Grundlagen gewöhnt hat und einen vernünftigen Fokuswechsel auf den jeweilig besten Bildschirm durchführen kann. Von den Finessen, die es manchmal benötigt, um die teils gut versteckten Abzweigungen und Geheimnisse in den Missionen zu finden, ganz zu schweigen. Doch wenn man sich einigermaßen mit den Unwegbarkeiten abgefunden hat, beginnt der Spaß- und gerät nur aufgrund der mitunter unnötig altbackenen Texturen oder der meist mageren Präsentation ins Stocken.“

„Einerseits schafft es Nintendo, das tolle Arcade-Spielgefühl des Vorgängers trotz der gewöhnungsbedürftigen Steuerung und den zwei Perspektiven perfekt auf die Wii U zu transportieren und mit einigen netten Elementen wie dem Walker oder dem Gyrowing anzureichern. Es fühlt sich so an wie früher, es macht immer noch Spaß, es funktioniert. Andererseits bin ich aber auch erschrocken darüber, wie sehr sich die Entwickler auf dem alten Konzept ausruhen und kaum neue Ideen ausprobieren. Story gleich, Ablauf gleich, herrje, sogar der Abspann ist gleich!“

### Verkaufszahlen
In der ersten Woche verkaufte sich die Standard Edition etwa 8000 Mal und das „double pack“, welches Star Fox Zero und Star Fox Guard enthält, etwa 17.000 Mal.